# 大明按察使之铁血断案
《大明按察使之铁血断案》，2014年中国大陆播出的古装剧，导演黄克敏，主演姚橹、李芯逸、巫迪文、丁勇岱、高明、刘亚津。2014年1月殺青，同年7月29日江苏综艺频道首播，12月1日台灣纬来电影台播出。2016年2月備案改名為铁面御史。2018年11月30日MOD龍華戲劇台播出。

## 剧情
该剧讲述明朝永乐年间浙江按察使“周新”清正廉洁，体察民情，为当地百姓惩办暴徒、贪官和凶手的反腐故事，劇情接續前部結束後一年多周新與思琪重逢開始。整體由礼部右侍郎傅玉堂被殺的大案貫穿全局，中間穿插周新查案時分支破獲的小案。
第一段寶鏡案，一位上香婦女發現藍中突然出現一把精緻銅鏡，由此捲入一樁血腥離奇事件。
第二段工匠失蹤案，湖嘉县令好琴棋書畫命人在縣衙後堂修建園林雅居，兩位工匠為爭奪標案不相讓，不久後其中一人失蹤，然而事件似乎並不單純。
第三段乞丐县令案，唐昌县令一直堅持一樁三年前的通姦殺夫案是前任縣令誤判冤案，為此還與朝廷上級對抗導致縣衙預算被停县令淪為乞丐。
第四段唐府河屍案，政治關係雄厚的名門大戶唐府美麗的少女ㄚ鬟被發現成浮屍，看似該案牽涉唐府少爺但卻又疑雲重重。
第五段四指案，窮困商人顾杉突然花大錢宴客卻又在飯桌上暴斃，死前比出四隻手指，緊接著杭州市面開始出現一場商業鬥爭，一切謎團都圍繞著神秘的黑衣客商和一樁悠久歷史的懸案。
第六段夢蓮記，視力偏弱人稱沈瞎子的老頭突然得一美麗少女為紅粉知己，之後突畫工大增成為杭州畫蓮名家，人人爭相求畫，不料少女卻離奇消失。
第七段三兩驢案，一個樵夫用三兩銀超低價賣驢，被周新識破是拉鹽的驢可見來歷不明，樵夫又辯稱是撿到的驢，由此牽出一樁大案。
第八段倭寇劫殺案，位於內陸的墨水鎮一戶財主遭倭寇血洗，但周邊有抗倭大軍駐防，事件顯得蹊蹺，周新奉命查案，最終牽扯出關於傳國玉璽和動搖朝廷根基的終極大案。

## 演出
| 演员   | 角色   | 备注     |
| 姚橹   | 周新   |          |
| 席与立 | 周妻   | 周新夫人 |
| 刘恬汝 | 素云   |          |
| 李芯逸 | 思琪   |          |
| 丁勇岱 | 纪纲   |          |
| 巫迪文 |        |          |
| 郑伟   | 小扣子 |          |
| 高明   | 梁御史 |          |
| 张志宏 | 张万   |          |
| 刘亚津 | 伍文墨 |          |
| 巩新亮 | 妙香   |          |
| 刘文治 | 朱棣   | 明成祖   |
| 小慧   | 唐夫人 |          |
| 王彤羽 | 梨花   |          |
| 习雪   | 梦莲   |          |